# Ràting (vela)
Ràting és el coeficient corrector que s'aplica a cada creuer que participa en una regata per calcular el seu temps compensat partint del temps real en què va completar la prova, de manera que els iots més petits i prestacions puguin competir amb els més grans i prestacions.
Hi ha diferents sistemes de ràting:
- IRC (International Rating Certificate). Va néixer el 1984 buscant substituir l'IOR (International Offshore Rule). Es va denominar CHS (Channel Handicap System) fins a 1999. Ho gestionen el Royal Ocean Racing Club del Regne Unit i la Union Nationale pour la Course au Large de França.
- ORC (Offshore Racing Congress Rule). Es va crear als anys 1970 per substituir l'IOR (International Offshore Rule), amb el nom d'IMS (International Measurement System). El 2008 l'IMS va adoptar les sigles ORC del seu propietari, l'Offshore Racing Congress.
- PHRF (Performance Handicap Racing Fleet). Usat principalment a Amèrica del Nord per a iots de més de 7 metres d'eslora.
- RI (Ràting Internacional). Sistema exclusiu d'Espanya, desenvolupat el 2005 entre la Reial Federació Espanyola de Vela i la Real Associació Nacional de Creuers.[3]
- Osiris. Sistema desenvolupat per la Federació Francesa de Vela el 2015, és més barat i senzill que l'ORC.

## Història
Al segle xix, quan les competicions de velers van començar a prendre apogeu, es va començar a utilitzar una classificació de vaixells per tonatge, amb quatre classes, de manera que els vaixells de classe 1 havien de navegar una distància més llarga que els de classe 4.
El 1834 es va passar de penalitzar amb distància a penalitzar amb temps, i el 1855 el Reial Club de Iots del Tàmesi va crear la "Medició del Tàmesi" (Thames Measurement en idioma anglès), que es va popularitzar i que el Club de Iots de França va adoptar el 1870, la qual cosa la va convertir en el primer sistema internacional. El 1905 el Club de Iots de Nova York va imposar la "Regla Universal" (Universal Rule for Yachts en anglès) que s'aplicaria a la Copa Amèrica. Però seria el 1969 quan un sistema s'imposaria sobre tots els altres: El "IOR", sigla del seu nom en anglès (International Offshore Rule). Era una evolució de les regles utilitzades pel Cruising Club of America americà i el Royal Ocean Racing Club europeu.
L'IOR va ser substituït a finals del segle xx principalment per dos sistemes més que es van desenvolupar a partir de l'IOR: L'IRC (sigla d' International Ràting Certificate) i l'ORC (sigla d' Offshore Racing Congress Rule).